# Sesriem

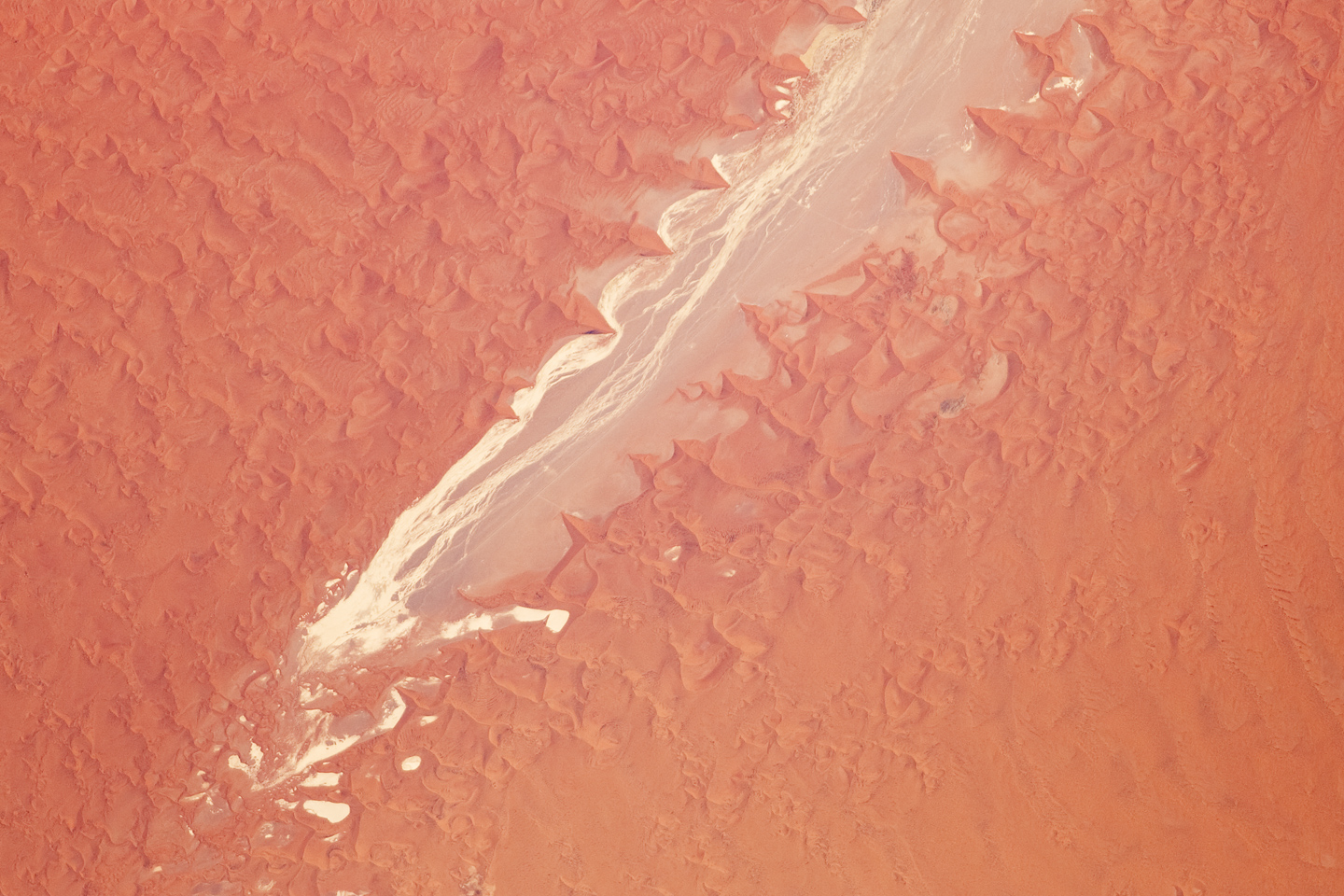
Les 45 kilomètres inférieurs de la rivière, vues de l'ISS

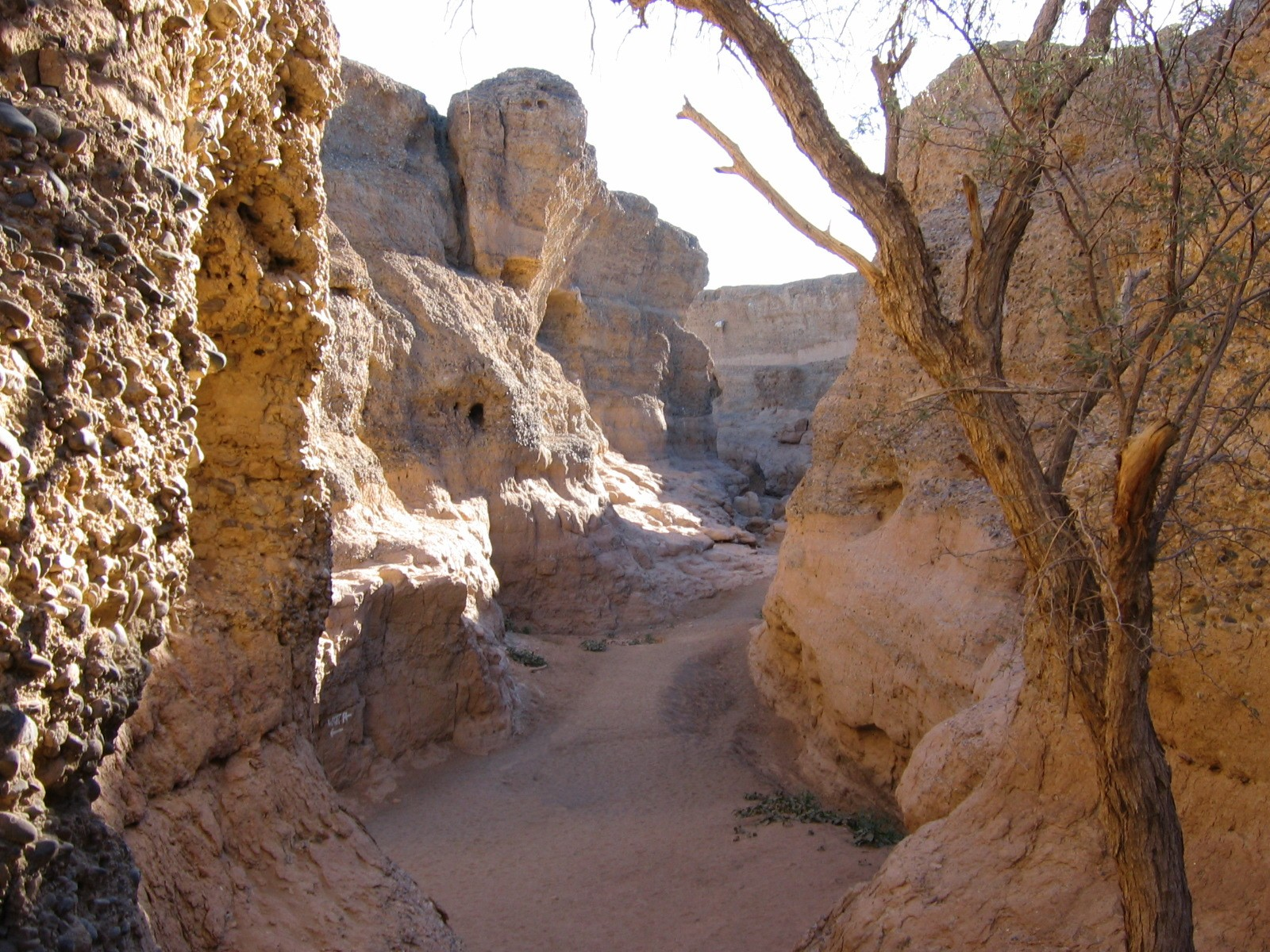
Le canyon de Sesriem, (la rivière étant à sec)

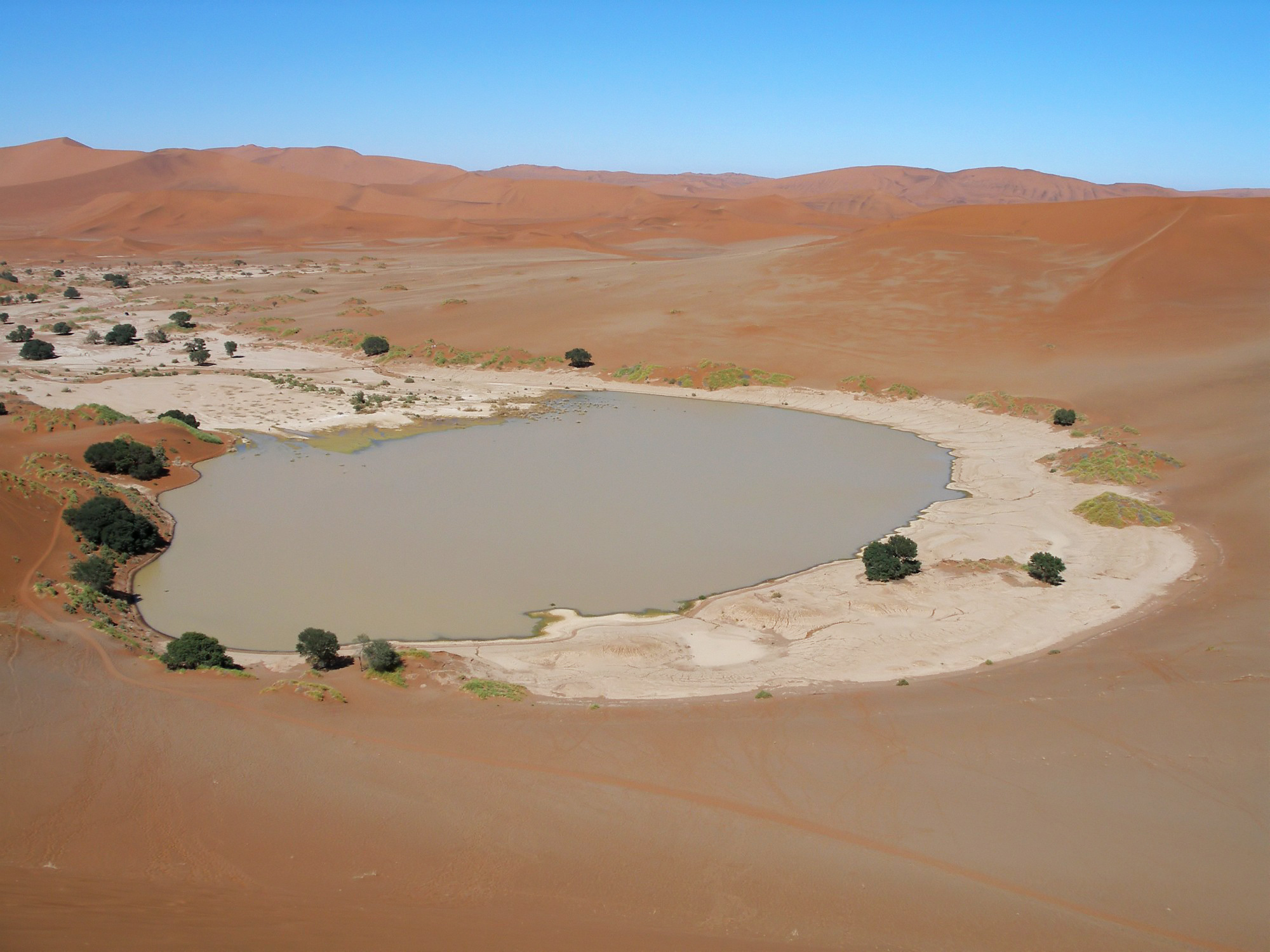
Un lac formé d'une portion de la rivière après des pluies

La Sesriem est une rivière ayant creusé un canyon, en Namibie.
Située au sud-ouest de Windhoek et au sud-est de Walvis Bay, quasiment à équidistance des 2 villes (environ 200 km), elle se trouve dans la partie sud des monts Naukluft. Son cours d'environ  100 km de long est surtout connu par la partie de la rivière qui traverse le canyon de Sesriem.
Située dans le désert du Namib, la Sesriem ne transporte de l'eau que lors des rares épisodes où la pluie tombe sur les monts Naukluft et s'en écoule. À cause de la sécheresse et de la dureté du sol, cette eau de pluie ne peut pas s'infiltrer et le lit de la rivière Sesriem est alors parcouru par de violentes crues pendant quelques heures. 
Au cours des deux derniers millions d'années, la rivière a ainsi creusé le canyon de Sesriem, long d'un kilomètre et profond de 30 mètres par endroits dans les roches sédimentaires. Passé le canyon, la Sesriem s'étale entourée par une forêt riparienne et s'écoule vers le salar de Sossusvlei.
Le nom de la rivière lui viendrait des colons néerlandais qui l'appelèrent ainsi en raison de sa profondeur équivalente à la longueur de "six peaux de vaches".